# Sylvia Cheeseman
Sylvia Cheeseman   (Richmond, 19 de maig de 1929) és una ex-atleta anglesa, especialista en curses de velocitat, que va competir durant les dècades de 1940 i 1950. De casada, i fruit del seu matrimoni amb el també atleta John Disley, fou coneguda com a Sylvia Disley.
El 1948 va prendre part en els Jocs Olímpics de Londres, on quedà eliminada en semifinals en la prova dels 200 metres del programa d'atletisme. Quatre anys més tard, als Jocs de Hèlsinki, va disputar dues proves del programa d'atletisme. Va guanyar la medalla de bronze en la prova del 4x100 metres, formant equip amb June Foulds, Jean Desforges i Heather Armitagen, mentre en la cursa dels 200 metres tornà a quedar eliminada en semifinals.
En el seu palmarès també destaca una medalla de plata i una de bronze als Jocs de la Commonwealth de 1950.

## Millors marques
- 100 metres. 12,0" (1954)
- 200 metres. 24,4" (1949)[1][2]